# Louisa Twining
Louisa Twining (Londres, 16 de noviembre de 1820-25 de septiembre de 1912) fue una destacada filántropa británica, reconocida por su labor en el ámbito de la reforma social, particularmente en relación con la Ley de Pobres inglesa. Su familia era propietaria de la empresa comercializadora de té Twinings, ubicada en el Strand (Londres). 
En la primera etapa de su vida adulta, Louisa fue artista e historiadora del arte. A los 30 años comenzó a trabajar en proyectos relacionados con la Ley de Pobres, a lo que se dedicó el resto de su vida. 
Entre sus contribuciones destacan la fundación de un hogar para niñas procedentes de instituciones de beneficencia y su activa participación en diversas asociaciones dedicadas a la reforma de los hospicios y las enfermerías. Su compromiso con la causa social la llevó a ocupar el cargo de tutora de pobres y a presidir la Women's Local Government Society(Sociedad de Gobierno Local de Mujeres).

## Trayectoria
Louisa Twining nació en el número 20 de Norfolk Street (ya desaparecida), en el centro de Londres, no lejos del famoso negocio de té Twinings que la familia tenía en el Strand. Fue la menor de los nueve hijos de Elizabeth Mary, de soltera Smythies (1779-1866), y de Richard Twining (1772-1857).
En la primera parte de su vida adulta, Louisa fue artista e historiadora del arte y escribió y publicó en 1852 Symbols and Emblems of Mediaeval Christian Art (Símbolos y emblemas del arte cristiano medieval) y en 1854 Types and Figures of the Bible (Tipos y figuras de la Biblia). Louisa era la hermana menor de la artista botánica Elizabeth Twining.
Las precarias condiciones en las que vivía su niñera en uno de los distritos más pobres de Londres fue lo que impulsó a Louisa a contribuir a la mejorara de las condiciones sociales. En 1853 se interesó por los movimientos de reforma social y comenzó la labor relacionada con la Ley de Pobres, a la que dedicó el resto de su vida. 
En marzo de 1861, ayudó a fundar un hogar para las niñas procedentes de los establecimientos denominados workhouse (casa de trabajo), las cuales eran enviadas a trabajar como personal de servicio. En 1857 fundó la Workhouse Visiting Society; en 1866 la Association for the Improvement of the Infirmaries of London Workhouses y en 1879 la Workhouse Infirmary Nursing Association. Uvedale Corbett Jr., un inspector de la Ley de Pobres, dijo que era «la mujer más práctica que he conocido entre las muchas que se han interesado por el tema».
Fue tutora de los pobres del barrio de Kensington entre 1884 y 1890, y de los de Tonbridge Union entre 1893 y 1896. Promovió la apertura al público de Lincoln's Inn Fields; ayudó a fundar la Metropolitan and National Association for nursing the poor in their homes (Asociación Metropolitana y Nacional para el cuidado de los pobres en sus hogares); contribuyó en gran medida al nombramiento de matronas de la policía y fue presidenta de la Women's Local Government Society (Sociedad de Gobierno Local de Mujeres).
Louisa Twining murió en Londres, el 25 de septiembre de 1912, en su casa de Lansdowne Road, en el barrio de Notting Hill y está enterrada en el cementerio de Kensal Green.
A lo largo de su vida escribió numerosos artículos sobre temas relacionados con la Ley de Pobres. Los documentos y obras escritas de Louisa Twining se conservan en la Biblioteca de Mujeres de la Universidad Metropolitana de Londres.

## Obras (selección)
- 1852 - Symbols in Early Christian Art.[9]
- 1854 - Types and Figures of the Bible.[10]
- 1893 - Recollections of Life and Work: Being the Autobiography of Louisa Twining.[11]
- 1898 - Workhouses and pauperism and women's work in the administration of the poor law.[12]